# Луис Ран (Пенсилванија)
Луис Ран (енгл. Lewis Run) град је у америчкој савезној држави Пенсилванија.

## Демографија
По попису из 2010. године број становника је 617, што је 40 (6,9%) становника више него 2000. године.
| Група             | 2000.       | 2010.       |
| Белци             | 569 (98,6%) | 597 (96,8%) |
| Афроамериканци    | 1 (0,2%)    | 1 (0,2%)    |
| Азијати           | 1 (0,2%)    | 0 (0,0%)    |
| Хиспаноамериканци | 1 (0,2%)    | 4 (0,6%)    |
| Укупно            | 577         | 617         |